# Black Aces Football Club
Black Aces Football Club est un club zimbabwéen de football basé à Harare, la capitale du pays.

## Histoire
Pour sa première saison parmi l'élite après un passage en deuxième division, en 1992, le club réussit à remporter le championnat. C'est le seul et unique titre du club qui dispute ensuite sept autres saisons en National Premier Soccer League avant d'être relégué à l'issue de la saison 2000.
Le titre de 1992 permet au club de participer à la Coupe d'Afrique des clubs champions. Cependant, Black Aces choisit de déclarer forfait avant son entrée en lice, face aux Malgaches de l'AS Sotema.

## Palmarès
- Championnat du Zimbabwe :
  - Champion en 1992

- Trophée de l'Indépendance :
  - Finaliste en 1993